# Vincenzina e la fabbrica/Vincenzina e la fabbrica (strumentale)
Vincenzina e la fabbrica/Vincenzina e la fabbrica (strumentale) è un 45 giri di Enzo Jannacci pubblicato nel 1974; si tratta della sua prima incisione per l'Ultima Spiaggia.

## Vincenzina e la fabbrica
Il testo della canzone, scritto dallo stesso Jannacci e da Beppe Viola, descrive il rapporto degli operai con il mondo della fabbrica attraverso il ritratto di una ragazza emigrata dal sud intenta ad affrontare la realtà industriale.
Fu composta per la colonna sonora di Romanzo popolare, film del 1974 diretto da Mario Monicelli, nel quale si ascolta cantata dallo stesso autore. Uscì come singolo in 45 giri nel 1974 (Vincenzina e la fabbrica/Vincenzina e la fabbrica (strumentale), Ultima Spiaggia ZUS 50567), per una durata di 3:07 minuti.
Nel marzo 1975 fu pubblicata, in una nuova versione, nell'album Quelli che... (Ultima Spiaggia ZLUS 55180). Nella versione dal vivo, è inclusa nell'album 30 anni senza andare fuori tempo del 1989. In un nuovo arrangiamento, fa parte anche dell'antologia The Best 2006.
È stata poi ripresa da vari interpreti, come Mina, nel disco Mina quasi Jannacci del 1977, o Luca Carboni, in Musiche ribelli del 2009.